# Haas VF-19
A Haas VF-19 egy Formula–1-es versenyautó, melyet a Haas készített és versenyeztetett a 2019-es Formula–1 világbajnokság során. Pilótái sorozatban harmadik éve Romain Grosjean és Kevin Magnussen voltak, a tesztpilóta pedig Pietro Fittipaldi.

## Áttekintés
Bemutatóját 2019. február 18-án tartották, az első barcelonai tesztnapon, festését viszont már korábban, február 7-én leleplezték. Szokatlan volt, hogy abban az évben nem a Haas-ra jellemző fehér-piros-fekete színkombinációt, hanem utoljára a Lotus F1 Team autóin pár évvel korábban látott fekete-arany színösszeállítást öltötték magukra az autók és a csapat. Ez azért volt így, mert egy új, névadó főszponzor, az energiaitalokat gyártó Rich Energy érkezett, és az üdítők dobozára emlékeztető színsémát vették át.
Fejlesztése már 2018 nyarán elkezdődött, ugyanis az egyre pocsékabb 2018-as szezont inkább feláldozták annak érdekében, hogy versenyképesek lehessenek a következő évben. Mivel az új idényben az előzések megkönnyítése felé módosultak a szabályok, így a főbb változások is ezen a téren voltak: szélesebb és egyszerűbb első szárny, szélesebb hátsó szárny, egyszerűbb fékvezetékek, és kisebb bargeboard-ok.
Mint korábban is, a Haas az alkatrészek jelentős részét a Scuderia Ferrari csapattól vásárolta, csupán annyi dolgot terveztek és gyártottak le saját maguk, amelyet az FIA technikai szabályzata kötelezően előír. A tervezés és a szélcsatornás tesztek során ismét a Dallara volt segítségükre.

## A szezon
A szezon előtti teszteken ígéretes teljesítményt mutatott az autó, a középmezőny legjobbjai voltak tempó tekintetében. Problémát jelentett viszont a megbízhatóság, többször is meg kellett állniuk. Az idénynyitó ausztrál futamon Magnussen hatodik lett, bizonyítva, hogy tényleg a középmezőny legerősebb csapata lehetnek. Grosjean-nak ezzel szemben verseny közben fel kellett adnia a futamot, mert egy kerékcsere során rosszul rögzítették az anyát, és az megsérült.
Bahreinben a dolgok érdekes fordulatot vettek. Grosjean ezúttal is kiesett, mert még az első körben ütközött Lance Stroll-lal, és a sérülés miatt később fel kellett adnia a futamot. Magnussen viszont a hatodikról a 13. helyig esett vissza, állítása szerint azért, mert az autónak nem volt megfelelő végsebessége az egyenes szakaszokon, és így folyamatosan megelőzték őt. A csapatvezető Günther Steiner megvizsgálta a kérdést, és úgy találták, hogy a VF-19-es nem tudja megfelelően felmelegíteni a gumikat. Kínában a probléma orvoslására új hátsó szárnyat vetettek be, de ez sem volt megoldás, mindkét versenyző kikerült a pontszerző zónából. Ekkor vált nyilvánvalóvá, hogy az autó csak egy igen szűk hőmérsékleti tartományban tudja optimálisan kezelni a gumikat. Ez azonban a szezon előtti teszteken és Ausztráliában nem derülhetett ki, mert ezen pályák kanyarjai gyorsak, egyeneseik pedig rövidek.
Azerbajdzsánban az időmérőn a csapat már a Q3-ba se jutott be, sőt Grosjean már a Q1-ben kiesett. Magnussen tizenharmadik lett a futamon, Grosjean pedig fékhiba miatt kiesett. A spanyol futamra egy sor fejlesztést hoztak, amit a pénteki szabadedzésen Grosjean autója kapott meg, hogy ki tudják értékelni az eredményeket összehasonlítás után. A fejlesztések ígéretesnek tűntek, így Magnussen is megkapta azokat, a versenyen pedig kettős pontszerzést könyvelhettek el. Az eredményt némiképp elhomályosította, hogy a két versenyző vérre menő küzdelmet folytatott egymással a pályán, melynek következtében Magnussen kiterelgette csapattársát az aszfaltról, és Grosjean emiatt lett csak a tizedik.
A javulás azonban egyértelműen a pályának volt köszönhető, ahol már a tesztek alatt is jól ment a csapat, és a gumikezelési gondok nem szűntek meg. Kanadában újabb fejlesztések érkeztek, ezek segítségével az elmondható volt, hogy az időmérő edzéseken nem teljesített rosszul a Haas, viszont a versenyen fokozatosan hátraestek pozíciók tekintetében. Jellemző példa volt Magnussen produkciója Ausztriában, aki az 5. helyre kvalifikálta magát, rajtbüntetés miatt végül a 10. helyről indult, de a versenyen csak 19. lett, és még George Russell is megelőzte a Williams-szel, aki a boxutcából rajtolt.
Hogy megértsék a problémát, Grosjean autóját visszacserélték a szezon eleji specifikációra. Nagy kiértékelésre nem kerülhetett sor, mert a versenyen a két pilóta ütközött, defektet kaptak, és fel kellett adniuk a futamot. Günther Steiner elmondása szerint a VF-19-es a legfurább Formula–1-es autó, amit valaha látott, mert bár a szezon közepén jártak, a csapat még mindig nem értette az autót. A verseny után William Storey, a Rich Energy vezérigazgatója egy Twitter-üzenetben közölte, hogy a vállalat azonnali hatállyal felmondja a szponzori szerződést, mert nem jönnek az eredmények. Csakhogy mint az utóbb kiderült, a tweet Storey magánakciója volt, a Rich Energy vezetésén belül nem is tudtak róla, sőt még az sem volt egyértelmű, hogy Storey tényleges vezérigazgatója-e a cégnek. Maga a Haas is azt nyilatkozta, hogy szponzori pénzek egyébként csak kezdetben érkeztek, később elmaradoztak. Végül az olasz futam után bontottak szerződést: a Haas elvesztette a névadó szponzort, az autók festése maradt ugyanaz, csak a Rich Energy feliratok és logók tűntek el.
A belga verseny után úgy döntöttek, maradnak annál a változatnál, amelyet Magnussen használt a német versenytől kezdődően, de ez még mindig nem a végleges átalakítás volt, ugyanis Szingapúrban Grosjean egy hibrid autót kapott: a padlólemezt, a bargeboard-okat és a hátsó szárnyat visszacserélték a szezonkezdetkor használatosra.
Az évad második felében már a pontszerzés is csodaszámba ment, egyedül Németországban értek el kettős pontszerzést, és még egyszer Magnussen az orosz versenyen szerzett pontot, Szingapúrban pedig megfutotta a verseny leggyorsabb körét. 28 pontos eredményükkel az utolsó előtti, 9. helyen zárták az évet.

## Eredmények
| Év   | Csapat        | Motor   | Gumik | Pilóták         | Nagydíjak | Nagydíjak | Nagydíjak | Nagydíjak | Nagydíjak | Nagydíjak | Nagydíjak | Nagydíjak | Nagydíjak | Nagydíjak | Nagydíjak | Nagydíjak | Nagydíjak | Nagydíjak | Nagydíjak | Nagydíjak | Nagydíjak | Nagydíjak | Nagydíjak | Nagydíjak | Nagydíjak | Pontok | Helyezés |
| Év   | Csapat        | Motor   | Gumik | Pilóták         | AUS       | BHR       | CHN       | AZE       | ESP       | MON       | CAN       | FRA       | AUT       | GBR       | GER       | HUN       | BEL       | ITA       | SIN       | RUS       | JPN       | MEX       | USA       | BRA       | ABU       | Pontok | Helyezés |
| ---- | ------------- | ------- | ----- | --------------- | --------- | --------- | --------- | --------- | --------- | --------- | --------- | --------- | --------- | --------- | --------- | --------- | --------- | --------- | --------- | --------- | --------- | --------- | --------- | --------- | --------- | ------ | -------- |
| 2019 | Haas F1 Team* | Ferrari | P     | Romain Grosjean | KI        | KI        | 11        | KI        | 10        | 10        | 14        | KI        | 16        | KI        | 7         | KI        | 13        | 16        | 11        | KI        | 13        | 17        | 15        | 13        | 15        | 28     | 9.       |
| 2019 | Haas F1 Team* | Ferrari | P     | Kevin Magnussen | 6         | 13        | 13        | 13        | 7         | 14        | 17        | 17        | 19        | KI        | 8         | 13        | 12        | KI        | 17        | 9         | 15        | 15        | 18†       | 11        | 14        | 28     | 9.       |

- † – Nem fejezte be a futamot, de rangsorolva lett, mert teljesítette a versenytáv 90%-át.
- * – Az első 14 versenyt "Rich Energy Haas F1 Team" néven teljesítette a csapat.
- Félkövérrel jelezve a leggyorsabb kör

## Fordítás
- Ez a szócikk részben vagy egészben  a   Haas VF-19 című angol Wikipédia-szócikk ezen változatának fordításán alapul.  Az eredeti cikk szerkesztőit annak laptörténete sorolja fel. Ez a jelzés csupán a megfogalmazás eredetét és a szerzői jogokat jelzi, nem szolgál a cikkben szereplő információk forrásmegjelöléseként.